# مقاطعة ليك (أوهايو)
مقاطعة ليك (بالإنجليزية: Lake County)‏ هي إحدى مقاطعات ولاية أوهايو في الولايات المتحدة الأمريكية.

## أعلام
- بوب فايسه
- جورج إل. بانكس
- لورانس دبليو. هال